# Beamys major
Espèce
Statut de conservation UICN

 LC  : Préoccupation mineure
Beamys major est une espèce de rongeurs de la famille des Nesomyidae.

## Répartition
Elle est présente au Kenya, en Tanzanie, au Malawi et en Zambie.